# Gruppo operativo-tattico "Donec'k"
Il Gruppo operativo-tattico "Donec'k" (in ucraino Оперативно-тактичне угруповання «Донецьк»?, Operatyvno-taktyčne uhrupovannja «Donec'k», OTU "Donec'k") è stata una formazione delle Forze terrestri ucraine, attiva fra il 2016 e il 2018 durante la guerra del Donbass e ricostituita  fra il 2022 e il 2025 durante l'invasione russa dell'Ucraina del 2022 come parte del Gruppo operativo-strategico "Chortycja", responsabile del settore del fronte compreso fra Avdiïvka e Velyka Novosilka.

## Storia
Il Gruppo "Luhans'k" è stato costituito per la prima volta il 4 gennaio 2016, durante la guerra del Donbass, per coordinare le unità ucraine schierate nell'oblast' di Donec'k in seguito alla riorganizzazione dei comandi che ha comportato lo scioglimento dei Settori A, B, C, D e M. Il 9 novembre 2017, con la nomina di Mychajlo Zabrods'kyj come comandante delle forze ATO, è stato sostituito nella sua area di competenza dal Gruppo "Est".
In seguito allo scoppio dell'invasione su vasta scala dell'Ucraina da parte della Russia l'esercito ucraino ha subito una rapida e importante espansione, costituendo 4 cosiddetti "gruppi operativi-strategici" per supervisionare le operazioni di combattimento, i quali a loro volta comprendono diversi gruppi tattici creati ad hoc per settori particolari del fronte. Il Gruppo "Donec'k" è stato quindi ricostituito per gestire le unità impiegate nella regione di Donec'k.
A partire dall'estate del 2022, in seguito alla conquista russa di Mariupol' e alla stabilizzazione del settore meridionale del fronte, le unità schierate nell'area fra Velyka Novosilka, Vuhledar, Mar"ïnka e Avdiïvka hanno affrontato perlopiù battaglie statiche, con piccole e lente avanzate da parte russa. Fra l'ottobre 2023 e l'aprile 2024 il Gruppo "Donec'k" ha dovuto affrontare la difficile battaglia di Avdiïvka, conclusasi con la cattura della regione fortificata. Nei mesi seguenti si è quindi sviluppata l'offensiva di Pokrovs'k, bloccata dalle forze ucraine di fronte alla città di Pokrovs'k, mentre la roccaforte di Vuhledar è stata conquistata dai russi dopo una prolungata e costosa battaglia nell'ottobre 2024.
Alla fine di luglio 2025, in seguito alla riforma delle Forze armate ucraine che ha portato alla costituzione di numerosi corpi d'armata in sostituzione dei gruppi tattici e operativi, il Gruppo "Donec'k" è stato sciolto e la sua area di responsabilità nel settore di Pokrovs'k è stata assunta direttamente dal 9º Corpo d'armata.

## Comandanti
- Tenente generale Jurij Sodol' (2022 - ottobre 2023)[6]
- Maggior generale Eduard Moskal'ov (ottobre 2023 - ottobre 2024)[8]
- Brigadier generale Oleksandr Lucenko (ottobre 2024 - dicembre 2024)[9]
- Brigadier generale Oleksandr Tarnavs'kyj (dicembre 2024 - giugno 2025)[10]
- Maggior generale Viktor Nikoljuk (giugno 2025 - luglio 2025)[11]